# Epilachna varivestis
Epilachna varivestis (sau „buburuza mexicană de fasole”) este o specie din familia Coccinellidae, reprezentând un mare dăunător în agricultură. Este una dintre singurele specii de buburuze care se hrănește cu plante în schimbul insectelor mai mici. Se găsește de-a lungul Mexicului și a unor zone din estul Statelor Unite și abundent în zonele mai umede și bine irigate din vestul Munților Stâncoși. Specia nu tolerează zonele extrem de uscate. 